# Zaccharie Risacher
Zaccharie Risacher (Málaga, 8 april 2005) is een Frans basketballer.

## Carrière
Risacher maakte zijn debuut in de eerste ploeg van ASVEL Basket in 2021. In het seizoen 2023/24 werd hij uitgeleend aan reeksgenoot JL Bourg Basket. In de NBA draft van 2024 werd hij als eerste gekozen door de Atlanta Hawks.

### Nationale ploeg
Hij werd in 2024 voor het eerst geselecteerd voor de Franse nationale ploeg.

## Privéleven
Risachers vader Stéphane Risacher was ook een profbasketballer.

## Erelijst
- Frans landskampioen: 2022
- Leaders Cup LNB: 2023
- LNB All-Star: 2023
- Frans belofte van het jaar: 2024
- EuroCup Rising Star: 2024
- NBA All-Rookie First Team: 2025